# Route nationale 638
Die Route nationale 638, kurz N 638 oder RN 638, war eine französische Nationalstraße, die von 1933 bis 1973 zwischen Bagnères-de-Bigorre und Montréjeau verlief. Ihre Länge betrug 42 Kilometer.

## N 638a
Die Route nationale 638A, kurz N 638A oder RN 638A, war von 1933 bis 1973 eine französische Nationalstraße und zugleich ein Seitenast der Nationalstraße 638, der von dieser in Capern abzweigte und zur Nationalstraße 117, die nördlich an dem Ort vorbeiführte, verlief. Die Straße wird heute als Departementsstraße 933 gekennzeichnet.